# Jodis lara
Jodis lara là một loài bướm đêm trong họ Geometridae.